# Богољуб Ивковић
Богољуб Ивковић (Градско, 2. јун 1924) српски је сликар.

## Биографија
Богољуб Ивковић је 1957. дипломирао на  Академији ликовних Уметности у Београду у класи Ђорђа Андрејевића Куна. Живeo je и радиo од 1957. до 1963. у Скопљу, од 1963. до 1965. у Београду, a oд 1965. до 1974. у Паризу. Од 1974. трајно је настањен у Београду.

## Уметничко дело
Током свог периода стваралаштва у Скопљу (1957-1963), Ивковић је сликао ликове и призоре из живота македонског села. Тамним земљаним бојама, с акцентима пурпурне боје или њеном доминацијом, прекривене су снажне, угласте, здепасте и експресивно изобличене фигуре. Током живота и рада у Београду (1963-1965) и Паризу (1965-1974) Ивковић је растварао облике у изломљене, расплинуте површине избраздане потезима. Проширио је тематски репертоар интересом за неке драматичне догађаје (Скопски земљотрес 1963), градске амбијенте и ситуације (Сабор, Сновиђење, Самоћа), са јаснијим и живописнијим колоритом, наношеним углавном преко обојеног цртежа.
У Ивковићевом сликарском опусу су присутни трагови модернизма, који га је водио од првих већих слика са пар фигура поједностављене форме до сложених композиција са мноштвом фигура на галеријском формату. Прожима се наивизам као својство модернизма, тако је и колорит овог сликара ишао од сировијег до крајње суптилног у позним делима, од почетка пастелно решен, у благим сазвучјима.

По речима Дејана Ђорића, историчара уметности:
Ивковић је особена појава у нашем сликарству. Развио је и у каснијим годинама унапредио оригиналан ликовни свет унутар фигурације, који не припада ниједној познатој форми у српском сликарству. Он ствара на размеђи фантастичне и поетске фигурације, не занимају га вулгарни модели опонашања природе, у своја дела уноси и понешто од искуства апстракције, али је увек отворен према духовном у уметности.

### Самосталне изложбе
- Графички колектив, Београд (1958, 1986);
- Дом  ЈНА, Београд (1963);
- Галерија  Camille  Renault, Париз (1968, 1972, 1974, 1978, 1996);
- Културни  Центар, Београд (1978);
- Cite Internationale, Париз (1986);
- Fontenay–aux–Rosses, Француска (1986);
- Галерија УЛУС, Београд (1996, 2011);
- Галерија D’ Art de Leskal, Француска (2002);
- Културно Информативни Центар, Скопље (2003);
- Ретроспективна изложба у „Галерији 73”, Београд (2021).

### Групне изложбе
- I Тријенале, Београд (1961);
- НОБ у делима ликовних уметника Југославије (1961);
- IV Бијенале Александрија (1961);
- 13 сликара Југославије, Алжир, Тунис и Мароко (1961);
- Савремена ликовна уметност Југославије (1962);
- Индија, Цејлон, Лозана и Дижон (1962);
- Меморијал  „Надежда Петровић“, Чачак (1962);
- II тријенале, Београд (1964);
- Октобарски салон, Београд (1964, 1976);
- Изложба УЛУС-а, Београд (1964, 1972);
- Мајски салон, Париз (1970);
- Уметност у Југославији 1970-1978, Сарајево, Београд (1978);
- Македонска савремена уметност, Скопље (1982, 1983);
- Музеј Македоније, Скопље (1988);
- Безистен, Штип (1989);
- Уметничка галерија, Скопље (2000).

### Награде
- Награда I Тријенала Београда (1961);
- Награда Изложбе НОБ у делима ликовних уметника (1962);
- Награда Сликарске колонија Ечке (1963);
- Награда Удружења ликовних уметника Србије (1972);
- Носилац  је  француског  одликовања – Officier  de l Ordre des  Arts  et  des  Lettres (1984).